# Resolució 1028 del Consell de Seguretat de les Nacions Unides
La Resolució 1028 del Consell de Seguretat de les Nacions Unides fou adoptada per unanimitat el 8 de desembre de 1995. després de recordar les resolucions anteriors sobre Ruanda, particularment la Resolució 997 (1995) el Consell va examinar un informe del Secretari General de les Nacions Unides i va estendre el mandat de la Missió d'Assistència de les Nacions Unides a Ruanda (UNAMIR) per un període que finalitzava el 12 de desembre de 1995. L'extensió es va donar perquè el Consell tingués més temps per considerar el futur de la UNAMIR.